# Bhairapura, Gangawati
Bhairapura là một làng thuộc tehsil Gangawati, huyện Koppal, bang Karnataka, Ấn Độ.